# Kali Yuga (Band)
Kali Yuga ist eine Melodic-Death-Metal-Band aus Gera.

## Geschichte
Ende 2006 begann der damalige Atanatos-Schlagzeuger Eik mit seinen Kumpels Enrico (E-Gitarre) und David (Gesang) an eigenen Liedern zu arbeiten, um neue musikalische Wege zu gehen. Als dann mit Flo ein Schlagzeuger gefunden wurde und nach dem Aus von Atanatos mit Kocher noch ein Bassist mit zur Besetzung kam, gründete sich nun eine neue eigenständige Band namens Kali Yuga.
Seit 2008 hielt Kali Yuga nun mit eigenen Songs Auftritte in diversen Clubs und bei verschiedenen Festivals ab.
2009 ergaben sich dann noch Besetzungswechsel: Für David kam Grützer (auch Gitarrist bei Artless) ans Mikro und Enricos Job an der Gitarre übernahm Michbert von Radiation Dust. Mittels einer Promo-CD Dead Shall Reign, aufgenommen im Rape of Harmonies Studio von Patrick W. Engel und Alexander Dietz im Jahr 2009, konnte die Band verschiedene Labels auf sich aufmerksam machen und unterschrieb schließlich bei G.U.C. einen Vertrag. Daraufhin folgten Auftritte zusammen mit Exodus, Graveworm, Dew-Scented, Watain und Tankard. Das erste Album Slaves to the Subliminal erschien im Februar 2011.
2012 kam Jean in die Band und übernahm den Schlagzeugerposten. Daraufhin schlossen sich diverse weitere Auftritte, darunter Konzerte auf dem Party.San oder dem Hell Inside Festival an. Am 1. November 2012 erschien der nächste Tonträger Wrath of Durga.
2015 erschien das dritte, selbstbetitelte Album.
2017 stieg Jan Singer nach 11 gemeinsamen Jahren aus. Ein Jahr später wurde mit Christian Glöckner ein neuer Sänger gefunden.

## Musikstil
Die Band spielt eine Mischung aus Death Metal und Thrash Metal mit Einflüssen von Amon Amarth, Forever It Shall Be, Kataklysm und Hypocrisy sowie dem 1980er Bay-Area-Thrash-Metal. Außerdem hat die Band Anleihen aus dem Metalcore, wie sie in ihrem Label-Info schreibt. Dies wird jedoch von der Presse nicht so gesehen.

## Diskografie
- 2009: Dead Shall Reign (EP)
- 2011: Slaves to the Subliminal (Album, G.U.C.)
- 2012: Wrath of Durga (G.U.C.)
- 2015: Kali Yuga (G.U.C.)